# Акболаг-е Садат
Акболаг-е Садат (перс. اقبلاغ سادات) — село в Ірані, у дегестані Гендудур, у бахші Сарбанд, шагрестані Шазанд остану Марказі. За даними перепису 2006 року, його населення становило 283 особи, що проживали у складі 63 сімей.

## Клімат
Середня річна температура становить 10,46 °C, середня максимальна – 29,96 °C, а середня мінімальна – -12,45 °C. Середня річна кількість опадів – 285 мм.
| Клімат поселення                              | Клімат поселення | Клімат поселення | Клімат поселення | Клімат поселення | Клімат поселення | Клімат поселення | Клімат поселення | Клімат поселення | Клімат поселення | Клімат поселення | Клімат поселення | Клімат поселення | Клімат поселення |
| Показник                                      | Січ.             | Лют.             | Бер.             | Квіт.            | Трав.            | Черв.            | Лип.             | Серп.            | Вер.             | Жовт.            | Лист.            | Груд.            |                  |
| Середній максимум, °C                         | 5,00             | 7,23             | 11,18            | 17,92            | 23,15            | 28,04            | 29,74            | 29,96            | 24,90            | 18,64            | 11,89            | 6,58             |                  |
| Середня температура, °C                       | −3,72            | −1,49            | 2,46             | 9,20             | 14,42            | 19,32            | 23,68            | 23,89            | 18,84            | 12,55            | 5,84             | 0,51             |                  |
| Середній мінімум, °C                          | −12,45           | −10,22           | −6,28            | 0,47             | 5,68             | 10,60            | 17,60            | 17,83            | 12,78            | 6,50             | −0,23            | −5,54            |                  |
| Норма опадів, мм                              | 44               | 39               | 52               | 38               | 33               | 6                | 1                | 1                | 0                | 6                | 26               | 39               |                  |
| Середньомісячна швидкість вітру, м/с          | 1.27             | 2.16             | 2.80             | 2.87             | 2.53             | 2.32             | 2.31             | 2.26             | 2.19             | 1.95             | 1.91             | 1.22             |                  |
| Середньомісячна сонячна радіація, кДж/м²·день | 9494             | 12606            | 15217            | 18437            | 22430            | 27076            | 26027            | 24193            | 21428            | 16024            | 11227            | 9226             |                  |
| --------------------------------------------- | ---------------- | ---------------- | ---------------- | ---------------- | ---------------- | ---------------- | ---------------- | ---------------- | ---------------- | ---------------- | ---------------- | ---------------- | ---------------- |
| Джерело:                                      |                  |                  |                  |                  |                  |                  |                  |                  |                  |                  |                  |                  |                  |